# 20 septembre 1966
Le mardi 20 septembre 1966 est le 263e jour de l'année 1966.

## Naissances
- Antonio García Ferreras, journaliste, présentateur et dirigeant de télévision espagnol
- Cheryl Reeve, entraîneuse américaine de basket-ball
- Douglas Gordon, artiste britannique
- Igor Sumnikov, cycliste biélorusse
- Lee Hall, auteur dramatique, scénariste du film Billy Elliot
- Nuno Bettencourt, guitariste américain
- Pierre-Jean Grassi (mort le 17 décembre 1986), hautboïste et compositeur français
- Riss, caricaturiste et auteur de bande dessinée français

## Décès
- Fritz Delius (né en 1889), acteur allemand
- James Gunn (né le 22 août 1920), scénariste et écrivain américain
- James Joseph Kingstone (né le 26 août 1892), général britannique
- Louis Wilhelme (né le 9 juin 1900), athlète français